# Cécile Magnet
Pour les articles homonymes, voir Magnet.
Cécile Magnet, née le 9 septembre 1958 à Saint-Germain-en-Laye et morte le 4 septembre 2021 à Cachan,, est une actrice française de cinéma et de théâtre.

## Biographie
Cécile Marie Anne Magnet a étudié au Conservatoire national d'art dramatique dans la classe de Michel Bouquet.
Ses premiers rôles au théâtre, à la fin des années 1970, sont dans des pièces de Carlo Goldoni, Barouffe à Chioggia en particulier. Puis elle joue dans la version théâtrale de ce qui deviendra le film Le Garçon d'appartement : la pièce T'empêches tout le monde de dormir, de Gérard Lauzier, où elle a pour partenaires sur scène Daniel Auteuil, Philippe Khorsand et Elisa Servier, en 1981.
Elle crée ensuite en 1983 le spectacle de Claude Confortès tiré des bandes dessinées de Reiser, Vive les Femmes, mais n'interprète pas le film tiré de la pièce.
Dans les années 1980, on la voit aussi dans les films Le Cadeau et Trois hommes et un couffin. Elle tient le rôle principal de la série télévisée Hôtel de police après Corinne Touzet.
En 1989, elle interprète le rôle difficile de Jeanne d'Arc dans Jeanne d’Arc, le pouvoir et l’innocence, téléfilm basé sur le procès-verbal du procès de l'héroïne et s'y exprime dans la langue du XVe siècle.
L'année suivante, on la retrouve dans le film Tom et Lola de Bertrand Arthuys.
On l'a vue sur scène aux côtés de Francis Perrin, Jean-Luc Moreau et Bunny Godillot dans la pièce Chat et Souris, de Ray Cooney, avec laquelle elle a tourné pendant les saisons 2007-2008 et 2008-2009 et dont la dernière a été diffusée en direct sur France 2.
Elle crée plusieurs pièces de l'auteur québécois Michel Tremblay.
Elle est la mère de l'actrice Louise Chevillotte.

## Filmographie

### Cinéma
- 1982 : Le Cadeau de Michel Lang
- 1983 : L'Été de nos quinze ans de Marcel Jullian
- 1983 : Un homme à ma taille d'Annette Carducci
- 1985 : Trois hommes et un couffin de Coline Serreau
- 1986 : Le Débutant de Daniel Janneau
- 1990 : Tom et Lola de Bertrand Arthuys

### Télévision
- 1975 : Le Père Amable de Claude Santelli
- 1979 : Médecins de nuit de Nicolas Ribowski, épisode : Palais Royal (série télévisée)
- 1985 : Hôtel de police (série TV) de Claude Barrois, Emmanuel Fonlladosa
- 1988 : Les Cinq Dernières Minutes (Dernier Grand Prix) de Gilles Katz
- 1989 : Jeanne d'Arc, le pouvoir et l'innocence de Pierre Badel
- 1997 : La Rumeur d'Étienne Périer
- 1997 : Julie Lescaut, épisode 3 saison 6, Abus de pouvoir d'Alain Wermus : Valérie Koster
- 2003 : Drôle de genre de Jean-Michel Carré

## Théâtre
- 1981 : Lorsque l'enfant paraît d'André Roussin